# Ruisseau des Méances
Der Ruisseau des Méances (manchmal auch ohne Akzentschreibung) ist ein kleiner Fluss in Frankreich, der im Département Seine-et-Marne in der Region Île-de-France verläuft. Er entspringt im Gemeindegebiet von Chalautre-la-Grande, knapp an der Grenze zur Nachbargemeinde Sourdun, entwässert generell in südwestlicher Richtung und mündet nach rund 27 Kilometern im Gemeindegebiet von Saint-Sauveur-lès-Bray als rechter Nebenfluss in die Seine. In seinem Unterlauf durchquert der Ruisseau des Méances ein großes Feuchtgebiet entlang der Seine in der Naturlandschaft Bassée mit dem Schutzgebiet Réserve naturelle nationale de la Bassée.

## Orte am Fluss
(Reihenfolge in Fließrichtung)
- Sourdun
- Chalautre-la-Petite
- Soisy-Bouy
- Sainte-Colombe
- Longueville
- Jutigny
- Chalmaison
- Everly
- Les Ormes-sur-Voulzie
- Les Aulins, Gemeinde Mouy-sur-Seine
- Domaine de la Goujonne, Gemeinde Saint-Sauveur-lès-Bray